# Argentodufrénoysite
L'argentodufrénoysite (simbolo IMA: Aduf) è un minerale del gruppo della sartorite appartenente alla famiglia minerale dei "solfuri e solfosali" con composizione chimica Ag3Pb26As35S80.

## Etimologia e storia
Il nome argentodufrénoysite deriva dal suo contenuto di argento e dalla sua relazione con il minerale dufrénoysite, a sua volta chiamato così da Augustin Alexis Damour nel 1845 in onore di Ours Pierre Armand Petit Dufrénoy (5 settembre 1792, Sevran, Seine-et-Oise, Francia - 20 marzo 1857, Parigi, Francia), professore di mineralogia all'École nationale supérieure des mines de Paris (Parigi).
Il campione tipo è conservato presso la collezione mineralogica del Naturhistorisches Museum di Vienna (Austria) con il numero di catalogo 9869.

## Classificazione
L'argentodufrénoysite non compare nella nona edizione della sistematica dei minerali di Strunz, poiché aggiornata dall'Associazione Mineralogica Internazionale (IMA) fino al 2009, mentre l'argentodufrénoysite è stata riconosciuta dall'IMA come specie minerale a sé nel 2016.
Il minerale si trova naturalmente elencato nell'edizione successiva, proseguita dal database "mindat.org" e chiamata Classificazione Strunz-mindat, dove l'argentodufrénoysite si trova nella classe dei "2. Solfuri e solfosali (solfuri, seleniuri, tellururi; arseniuri, antimoniuri, bismuturi; solfoarseniuri, solfoantimonuri, solfobismuturi, ecc.)" e nella sottoclasse "2.H Solfosali di archetipo SnS"; questa viene ulteriormente suddivisa in base alla presenza di metalli nel composto, in modo tale da trovare l'argentodufrénoysite nella sezione "2.HC Con solo Pb" dove insieme a rathite, dufrénoysite, veenite e rathite IV forma il sistema nº 2.HC.05d.

## Abito cristallino
L'argentodufrénoysite cristallizza nel sistema triclino con il gruppo spaziale P1 (gruppo nº 2) con i parametri reticolari a = 7,877(3) Å, b = 8,418(3) Å, c = 49,439(19) Å, α = 89,338(7), β = 90,012(7) e γ = 89,993(6)°

## Origine e giacitura
L'argentodufrénoysite è un minerale molto raro; è stato trovato solo nella sua località tipo, la cava "Lengenbach" (46.365°N 8.22111°E) nella valle di Binn nel Canton Vallese (Svizzera).